# 1952 en numismatique
Chronologie de la numismatique
- 1951 en numismatique - 1952 en numismatique - 1953 en numismatique

Cet article présente les faits marquants de l'année 1952 en numismatique.

## Principaux événements numismatiques de l'année 1952

### Par dates

#### Janvier
- 28 janvier :
  -  Rép. pop. roumaine : Réévaluation du leu. Un nouveau leu vaut entre 20 et 400 anciens lei selon la source de l'argent (cash, compte bancaire, dette, etc.)

#### Mai
- 12 mai
  -  Bulgarie : Première réévaluation du lev (лев) à la suite de l'inflation d'après-guerre : 1 « nouveau » (deuxième) lev (BGK[N 1]) = 100 « anciens » (premiers) leva (BGJ).

#### Juillet
- 1er juillet
  -  Birmanie : Adoption du kyat (ကျပ်) (MMK) comme monnaie officielle, subdivisé en 100 pyas (ျပား).